# Поправка (село)
По́правка (укр. Поправка) — село, входит в Белоцерковский район Киевской области Украины.
Население по переписи 2001 года составляло 537 человек. Телефонный код — 4563. Почтовый индекс — 09181

## Местный совет
09181, Киевская обл., Белоцерковский р-н, с. Поправка, ул. Шевченко, 2.